# سمی کورپوریشن
سَمی کورپوریشن (به ژاپنی: 株式会社サミー) شرکت بازی ویدئویی ژاپنی است، که در سال ۱۹۷۵ تأسیس شد.